# Willem II Tilburg 2020-2021
Questa voce raccoglie le informazioni riguardanti il Willem II Tilburg nelle competizioni ufficiali della stagione 2020-2021.

## Rosa
Aggiornata al 6 febbraio 2021.
| N. |                        | Ruolo | Calciatore                |
| -- | ---------------------- | ----- | ------------------------- |
| 1  | Paesi Bassi (bandiera) | P     | Robbin Ruiter             |
| 3  | Paesi Bassi (bandiera) | D     | Freek Heerkens            |
| 4  | Paesi Bassi (bandiera) | D     | Jordens Peters (capitano) |
| 5  | Paesi Bassi (bandiera) | D     | Ian Smeulers              |
| 6  | Paesi Bassi (bandiera) | D     | Jan-Arie van der Heijden  |
| 7  | Paesi Bassi (bandiera) | A     | Ché Nunnely               |
| 8  | Spagna (bandiera)      | C     | Pol Llonch                |
| 10 | Grecia (bandiera)      | A     | Vaggelīs Paulidīs         |
| 11 | Germania (bandiera)    | A     | Mats Köhlert              |
| 13 | Paesi Bassi (bandiera) | D     | Leeroy Owusu              |
| 14 | Belgio (bandiera)      | A     | Elton Kabangu             |
| 15 | Paesi Bassi (bandiera) | A     | Ole Romeny                |
| 16 | Paesi Bassi (bandiera) | C     | Rick Zuijderwijk          |
| 17 | Paesi Bassi (bandiera) | C     | Dries Saddiki             |
| 18 | Paesi Bassi (bandiera) | D     | Miquel Nelom              |

| N. |                        | Ruolo | Calciatore               |
| -- | ---------------------- | ----- | ------------------------ |
| 20 | Ghana (bandiera)       | A     | Kwasi Okyere Wriedt      |
| 20 | Belgio (bandiera)      | A     | Mike Trésor Ndayishimiye |
| 22 | Paesi Bassi (bandiera) | D     | Victor van den Bogert    |
| 23 | Germania (bandiera)    | C     | Görkem Sağlam            |
| 24 | Paesi Bassi (bandiera) | P     | Connor van den Berg      |
| 25 | Svezia (bandiera)      | D     | Sebastian Holmén         |
| 26 | Belgio (bandiera)      | P     | Jorn Brondeel            |
| 27 | Germania (bandiera)    | D     | Derrick Köhn             |
| 30 | Albania (bandiera)     | C     | Lindon Selahi            |
| 31 | Paesi Bassi (bandiera) | P     | Maarten Schut            |
| 32 | Paesi Bassi (bandiera) | D     | Sven van Beek            |
| 43 | Paesi Bassi (bandiera) | C     | Wesley Spieringhs        |
| 46 | Paesi Bassi (bandiera) | D     | Jop van der Avert        |
| 48 | Paesi Bassi (bandiera) | D     | Vincent Schippers        |